# Hermann Goldschmidt
Hermann Mayer Salomon Goldschmidt, född 17 juni 1802 i Frankfurt am Main, död 26 april 1866 i Fontainebleau, var en tysk astronom och målare.
| 21 Lutetia   | 15 november 1852  |
| 32 Pomona    | 26 oktober 1854   |
| 36 Atalante  | 5 oktober 1855    |
| 40 Harmonia  | 31 mars 1856      |
| 41 Daphne    | 22 maj 1856       |
| 44 Nysa      | 27 maj 1857       |
| 45 Eugenia   | 27 juni 1857      |
| 48 Doris     | 19 september 1857 |
| 49 Pales     | 19 september 1857 |
| 52 Europa    | 4 februari 1858   |
| 54 Alexandra | 10 september 1858 |
| 56 Melete    | 9 september 1859  |
| 61 Danaë     | 9 september 1860  |
| 70 Panopaea  | 5 maj 1861        |

Han ägnade sig först åt köpmansyrket, sedan åt målarkonsten, som han studerade under Schnorr och Cornelius i München. År 1834 bosatte han sig i Paris, där han fortsatte att arbeta som historiemålare.
År 1847 började han dessutom sysselsätta sig med astronomi. Från fönstren i sin bostad gjorde han en hel del observationer på föränderliga stjärnor, kometer med mera samt upptäckte, med en ej synnerligen stor kikare, 1852–1861 inte mindre än 14 asteroider. För dessa upptäckter tilldelades han sju gånger tillsammans med flera andra Lalandepriset och 1861 Royal Astronomical Societys guldmedalj.
Kratern Goldschmidt på månen är uppkallad efter honom, liksom asteroiden 1614 Goldschmidt.